# Blythe (Californie)
Pour les articles homonymes, voir Blythe.
Blythe est une municipalité du comté de Riverside, en Californie aux États-Unis. Sa population était de 20 817 habitants au recensement de 2010.
Blythe possède un aéroport (Blythe Airport, code AITA : BLH).

## Géographie
Selon le Bureau du recensement des États-Unis la ville a une superficie de 64,8 km², 62,8 km² de terre, 2 km² d'eau, soit 3,12 % du total.

## Démographie
| 1920  | 1930  | 1940  | 1950  | 1960  | 1970  |
| ----- | ----- | ----- | ----- | ----- | ----- |
| 1 622 | 1 020 | 2 355 | 4 089 | 6 023 | 7 047 |

| 1980  | 1990  | 2000   | 2010   | - | - |
| ----- | ----- | ------ | ------ | - | - |
| 6 805 | 8 428 | 12 155 | 20 817 | - | - |